# Alexander Ramsay (amiral)
Alexander Robert Maule Ramsay, (29 mai 1881 - 8 octobre 1972) est un officier de la Royal Navy. Il est l'époux de la princesse Patricia de Connaught, le plus jeune enfant du prince Arthur, duc de Connaught et Strathearn, troisième fils de la reine Victoria. Il sert avec distinction pendant la Première Guerre mondiale. Au cours des années 1920 et 1930, il occupe plusieurs commandements importants de l'aviation navale. 

## Jeunesse et carrière
Alexander est né à Londres, troisième fils de John Ramsay (13e comte de Dalhousie), et de son épouse, Ida Louisa Bennet, fille de Charles Augustus Bennet (6e comte de Tankerville). Il entre dans la Royal Navy en tant que cadet sur le HMS Britannia en 1894. Il est d'abord parti en mer sur le HMS Majestic, le vaisseau amiral de l'amiral Walter Kerr dans l'escadron de la Manche et est confirmé sous-lieutenant le 29 mai 1900. Début décembre 1901, il est affecté au croiseur HMS Diadem, mais l'affectation est annulée et il est envoyé sur le croiseur HMS Grafton, le vaisseau amiral de la Pacific Station en janvier 1902. Il est promu lieutenant le 29 mai 1902, et plus tard la même année est affecté au croiseur HMS Flora de la station du Pacifique. 
En octobre 1911, il devient aide de camp de la marine auprès du duc de Connaught, alors gouverneur général du Canada. Il retourne au service naval actif en 1913 en tant qu'officier d'artillerie du croiseur de bataille Indefatigable en Méditerranée. 
Ramsay participe à plusieurs opérations navales importantes de la Première Guerre mondiale. Il participe à la première phase du bombardement des forts des Dardanelles en novembre 1914, puis à Gallipoli. Il reçoit l'Ordre du Service distingué pour sa conduite. Ramsay atteint le grade de commander (capitaine de frégate) à la fin de 1914 et est devenu capitaine de pavillon de la deuxième flottille en 1916. Il est promu captain (capitaine de vaisseau) en 1919 et est attaché naval à Paris pendant les trois années suivantes. 

## Mariage dans la famille royale
Le 27 février 1919, il épouse la princesse Patricia de Connaught à l'Abbaye de Westminster, en présence de toute la famille royale britannique. Il lui avait fait une demande pendant son séjour avec JKL Ross à son pavillon de pêche dans la baie de St. Anns, en Nouvelle-Écosse. 
Le jour du mariage, la princesse Patricia renonce volontairement au titre de "princesse de Grande-Bretagne et d'Irlande" et à l'appellation d'"Altesse Royale", et est appelée "Lady Patricia Ramsay" avec préséance devant les marquises d'Angleterre. Malgré l'abandon par son épouse de son titre royal, le couple reste membre de la famille royale britannique. Ils assistent à des événements royaux majeurs pour les quarante années suivantes, notamment le Mariage de la princesse Élisabeth et de Philip Mountbatten en 1947. 
Ils ont un fils, Alexander Ramsay de Mar.

## Commandement de l'aviation navale
En 1928, Ramsay prend le commandement du porte-avions HMS Furious dans la flotte de l'Atlantique. Il est promu contre-amiral en 1933 et, pendant les cinq années suivantes, il commande les porte-avions de la flotte. Il est nommé vice-amiral en janvier 1936. 
Ramsay sert comme commandant en chef de la station des Indes orientales, de 1936 à 1938, puis devient le cinquième Lord of the sea et le chef des services aériens navals. Il occupe ce poste jusqu'au début de la Seconde Guerre mondiale. Il est promu amiral en décembre 1939 et prend sa retraite à sa propre demande en 1942. 
Il reçoit l'Ordre du Service distingué (DSO) en mars 1916. La citation se lit comme suit: "Capitaine de pavillon du vice-amiral de Robeck, et a rendu un service exceptionnellement bon tout au long des opérations." 
Il est fait Chevalier Commandeur de l'Ordre Royal Victorien (KCVO) dans les honneurs d'anniversaire du roi de 1932, et, dans les honneurs du Nouvel An de 1934, il est nommé Compagnon de l'Ordre du Bain (CB), puis Chevalier Commandant du même Ordre (KCB) le 11 mai 1937, "à l'occasion du Couronnement de Sa Majesté". 
Le 6 juillet 1938, il est reçu par le roi George VI après avoir renoncé à sa nomination en tant que commandant en chef de la station des Indes orientales et avoir été nommé cinquième Lord of the sea et chef du Naval Air Service, le roi profitant de l'occasion pour l'investir avec le insigne de chevalier grand-croix de l'Ordre royal de Victoria (GCVO). 
Ramsay est décédé à son domicile, Ribsden Holt, Windlesham, Surrey, le 8 octobre 1972. Il est enterré au Royal Burial Ground, Frogmore.